# Jill Hall (Leichtathletin)
Jill Hall (* 28. Dezember 1946) ist eine ehemalige britische Sprinterin.
1966 gewann sie bei den British Empire and Commonwealth Games in Kingston Bronze über 100 Yards und Silber mit der englischen 4-mal-110-Yards-Stafette. Bei den Leichtathletik-Europameisterschaften in Budapest erreichte sie über 100 m das Halbfinale und kam mit der britischen Mannschaft auf den sechsten Platz in der 4-mal-100-Meter-Staffel.

## Persönliche Bestzeiten
- 100 Yards: 10,77 s, 3. Juli 1965, London
- 100 m: 11,6 s, 19. Juni 1965, Warschau